# Balinovac
Balinovac es un pueblo del municipio de Prokuplje, Serbia. Según el censo de 2002, el pueblo tiene una población de 217 personas. También es donde se formaron los Jóvenes Negativos.